# Župnija Vodnjan
Župnija Vodnjan (hrvaško Župa Vodnjan, latinsko Paroecia Sacti Blasii Episcopi et martrire) je rimskokatoliška teritorialna župnija IX. vodjanske dekanije, ki je del Škofije Poreč in Pulj.

## Zgodovina
Sredi 12. stoletja se v listinah puljske cerkvene provenience pojavlja prva pisna omemba Vodnjana: Vicus Atinianus (leta 1150), zatem se 15. novembra 1194 v listini o koncu spora med škofom in poreško komuno omenja Paponis de Adignano, kasneje: Basilius de Adignano (1230–1233), villa Adignani (1303), comune et homines Adignani (1330).
Župnija Vodnjan je  nastala leta 1212 z ločitvijo od Župnije Pulj.

## Sakralni objekti
Župnijska cerkev sv. Blaža na glavnem trgu je mogočna 56 m dolga cerkvena stavba, v baročnem slogu, zgrajena med 1760–1800 na mestu prejšnje bazilike, s tremi vzidanimi romanskimi reliefi in kupolo, katere višina dosega 25 m. Načrte za ločeni cerkveni zvonik, zgrajen v letih 1815–1883, ki velja za najvišjega v Istri (60 m), je po vzoru beneškega na Trgu svetega Marka izdelal piranski arhitekt Domenico Dongetti. Kipe sv. Lovrenca, sv. Petra, sv. Blaža in sv. Kvirina na pročelju je izdelal krajevni umetnik Giovanni Trevisano.
| #  | Slika | Cerkev                            | Naselje |
| -- | ----- | --------------------------------- | ------- |
| 1. |       | cerkev sv. Blaža župnijska cerkev | Vodnjan |
| 2. |       | sv. Foška podružnica              | Peroj   |
| 3. |       | sv. Jakov podružnica              | Vodnjan |
| 4. |       | Karmelska Gospa podružnica        | Vodnjan |
| 5. |       | Madona od Traverse podružnica     | Vodnjan |
| 6. |       | sv. Martin podružnica             | Vodnjan |
| 7. |       | sv. Križ podružnica               | Vodnjan |
| 8. |       | sv. Rok podružnica                | Vodnjan |

Na področju župnije stoji še več cerkvic, pa tudi kapelic, znamenj in križev.

## Znamenitosti
V župnijski cerkvi sv. Blaža, za glavnim oltarjem, hranijo edinstveno zbirko relikvij, ki so del župnijske zbirke sakralne umetnosti. Relikvije je v obdobju francoskega pustošenja Benetk od tamkajšnjih župnijskih upraviteljev prevzel akademski slikar Gaetano Gressler, jih leta 1817 dal skrivoma prepeljati v Vodnjan, ter jih je s hrambo v svoji palači Lezze rešil pred uničenjem. Ohranjena so nestrohnjena trupla Nikoloze Bursa († 1512), Leona Bemba († 1188) ter sv. Janeza Olinija. Relikvije sedaj hranijo v posebnih mikroklimatskih sarkofagih. Skrb za relikvije je prevzel Hrvaški restavratorski zavod oziroma v Vodnjanu ustanovljena posebna restavratorska delavnica, raziskave nerazpadlih teles in digitalizacija relikvij pa še potekajo. V župnijski zbirki sakralne umetnosti med ostalimi dragocenostmi hranijo tudi relikviarija blaženega kardinala Alojzija Stepinca ter svetega papeža Janeza Pavla II., pa tudi eno od kopij Torinskega prta, izdelano v velikosti originala.